# Ecopop
Ecopop, diminutivo di Ecologia e Popolazione, è un'associazione ecologica svizzera fondata nel 1971.

## Storia
Ecopop venne fondata nel 1971 con il nome di Schweizerische Arbeitsgemeinschaft für Bevölkerungsfrage o SAfB) e assunse l'attuale denominazione (in tedesco Umwelt und Bevölkerung, in francese Écologie et population e in italiano Ecologia e popolazione) nel 1987. L'associazione lanciò nel 2012, un'iniziativa popolare federale mirata ad una votazione per limitare l'immigrazione e la sovrappopolazione, con lo scopo di proteggere la natura e limitare il bisogno di costruire nuove infrastrutture. Il testo proponeva di "limitare l'immigrazione netta in Svizzera" ad un tasso dello 0,2 % all'anno in media. L'associazione Ecopop raccolse 120.700 firme, superando così la soglia delle 100.000 firme necessarie per l'indizione di un referendum, che si svolse poi il 30 novembre 2014. Il quesito fu respinto in tutti i cantoni, con una percentuale complessiva di NO del 74,1% dei votanti. L'iniziativa proponeva anche di promuovere il malthusianesimo nel terzo mondo nei paesi che beneficiano degli aiuti allo sviluppo della Svizzera. Se il referendum avessa avuto successo il 10 % della cooperazione allo sviluppo della Svizzera sarebbe stato destinato alla pianificazione familiare.

### Reazioni alla proposta di referendum
Il consiglio federale si oppose all'iniziativa assieme a quasi tutti i partiti politici svizzeri, compresi il Partito Ecologista Svizzero e l'Unione Democratica di Centro. Quest'ultimo, notoriamente critico nei confronti dell'immigrazione, affermava che l'iniziativa non prendeva in considerazione il tema del frontalierato, che sarebbe aumentato di molto in risposta ad una diminuzione della forza lavorativa locale. Il partito descrisse inoltre l'iniziativa come un attacco frontale all'economia svizzera. Il 4 ottobre 2014, poco prima del referendum, l'iniziativa di EcoPop ricevette invece il sostegno del partito Action pour une Suisse indépendante et neutre. Molte associazioni ambientaliste si schierarono contro la proposta di EcoPop, come ad esempio l'Associazione Traffico e Ambiente (ATA), che prevedeva che l'iniziativa avrebbe aumentato il traffico dal momento che gli stranieri non potendo più risiedere in Svizzera si sarebbero trasferiti  giusto al di là dei confini, diventando pendolari. Anche i sindacati erano contro: per loro un sì a Ecopop avrebbe abbassato i salari e comporterebbe dei tagli ai posti di lavoro. L'iniziativa venne anche criticata perché la sua adozione avrebbe indebolito l'AVS e compromesso le cure mediche agli anziani.
Nonostante l'iniziativa non fosse stata supportata dalla grande maggioranza delle forze politiche svizzere ricevette il sostegno di varie personalità, tra cui Franz Weber, noto ecologista, scrittore e giornalista svizzero, che ha ottenuto vari premi internazionali. Philippe Roch, ex direttore dell'Ufficio federale dell'ambiente (UFAM), dichiarò: C'è un'inadeguatezza tra la popolazione e le risorse disponibili. A livello globale, consumiamo l'equivalente di una volta e mezza di quello che il pianeta può produrre. In Svizzera, la popolazione è raddoppiata dalla fine degli anni '30. Malgrado una situazione economica favorevole, i nostri spazi di libertà diminuiscono, la nostra qualità di vita è degradata dall'asfalto e dalle automobili. Sapendo che la Svizzera consuma tre volte quello che il territorio può produrre, siamo già al di sopra del limite, dal momento che 80'000 persone si installano ogni anno. Questo non è sostenibile.. L'iniziativa fu anche sostenuta da Thomas Minder.

## Critiche
La posizione politica di EcoPop viene interpretata da alcuni studiosi come facente parte della reazione all'ondata di sinistra seguita al 1968, ed è accostata a posizioni radicalmente xenofobe quali quelle degli skinheads. L'associazione viene tacciata anche da alcuni ambienti femministi di xenofobia.

## Membri noti
- Hans Christoph Binswanger
- Anne-Marie Rey